# 愚宗門
『愚宗門』（ぐしゅうもん、The Sect of the Idiot）は、アメリカの作家トマス・リゴッティによる短編ホラー小説。
1988年にロバート・M・プライスのファンジン『Crypt of Cthulhu』56号に収録された。2014年にアンソロジー『ラヴクラフトの怪物たち』に収録され、同単行本が2019年に邦訳された。
ステファン・ジミアノヴィッチは単行本序文にて「もっとも抽象的な形でラヴクラフトの宇宙観を喚起し」と述べている。
収録単行本『ラヴクラフトの怪物たち』にて、怪物「アザトート」を担う。。

## あらすじ
語り手である「私」は、とある鄙びた町が「唯一者の魂の領域」の入口であると確信を抱き、出かける。町に到着すると見晴らしのよい部屋を借りる。数日目に男が訪問してくるが、「部屋を間違えた」と言い立ち去る。
その夜、私は奇妙な夢を見る。夢の中の私は、高い建造物の暗く狭い部屋に閉じ込められていて、自分がいるのと同じような建物の最上階の部屋で何かが起きていると、知る手立てもないのに気づく。その部屋には、奇妙な形の椅子が何脚か置かれ、ローブごしに奇妙な輪郭がうかがえる異形のものどもが犇めいている。私はこの怪物たちの正体がわからなかったが、夢を見ているからこそ、彼らもまた眠っているということを理解し、その根源には恐るべき愚昧さがあると推測する。眠っているとはいえ得体の知れぬものどもに魅入られてしまったことに、私は恐怖しつつ深淵に沈む。そして寝覚めたとき、私は暗い色の水晶を握っていた。
やがて、私は人目につかなかった町のいたるところに、邪悪なものがいるのがわかるようになる。新たな視野を得た私は、刺激に満ちた気分で町を散策する。そして午後遅く、ある廃屋の前に来たとき、夢で見たあの場所であると理解する。階段を上り、最上階の部屋のドアを開けると、夢で見たままに、絵を描いて並べられた数脚の椅子があった。椅子の座面には、蓋のない四角形の容器がぎっしりと嵌め込まれ、澱んだくらい色の液体がその中で揺れている。私は恐怖に後じさり、部屋の外に出ようとするが、ドアの前には先日の男が立っていた。
今の彼は、狂気の傀儡であることを隠そうともせず、顔には悪意と迷妄が浮かんでいる。彼は私の震える手を取り、笑みを浮かべて「お運びいただき、ありがとうございます」「皆はもうすぐ戻りますので、しばしお待ちを。選ばれた方にお目にかかりたがっていることでしょうからな」と言う。私は恐怖に襲われ、手を放せとわめき、男から身を放そうともがく。男の力が緩んだのを好機に、私は逃げ出す。急ぎ足で町から出ようとする私は、「変形」や「損壊」といった囁き声を聞く。
旅から帰って自宅で姿見を見たとき、ようやく私は自分の異変を知る。自分の手は片方だけになっており、もう一方の手はかれらのものに変わっていた。今ここで捩れ蠢いている触手こそが、私が見ることのできなかったあのローブの下にあるものなのだろう。私は、まだペンを持って書けるうちに警告を書き残す。私が自分の身分や町の場所を明かしてしまえば、そこへ案内することになるということで、それらを伏しつつも、「ある古い町の、いちばん高い町の最上階にいる」とだけ記す。やがて私は完全に変貌を遂げ、人間が通ってはならない夢の道を通って、あの古い町に帰ることだろうと推測するところで、物語は幕を下ろす。

## 主な登場人物
- 「私」 - 語り手。常ならざるものが存在する、唯一者の魂の領域の入口を求めて、ある町へと出かける。神聖なる狂気に触れたいと考えていたが、甘かった。
- 「男」 - 銀髪の小柄な男。初遭遇時は奇妙だが礼儀正しい様子であったが、再会時には狂気の傀儡であることを隠そうともしなかった。
- ローブのものども - 秘密の部屋に集まり、椅子に座る異形のものども。両脇の袖からは、鉤爪が無数に伸びた触手が垂れている。
- アザトート - 冒頭にて「原初の渾沌にして万物の主」「盲目の痴愚神」という、ネクロノミコンからの引用がある。

## 収録
- 新紀元社『ラヴクラフトの怪物たち 下』植草昌実訳